# Pogorzelisko (rejon żółkiewski)
Pogorzelisko (ukr. Погарисько, po wojnie Погорілисько) – wieś na Ukrainie, w rejonie lwowskim (wcześniej w rejonie żółkiewskim) obwodu lwowskiego. Wieś liczy około 600 mieszkańców.
W II Rzeczypospolitej do 1934 samodzielna gmina jednostkowa. Następnie należała do zbiorowej wiejskiej gminy Magierów w powiecie rawskim w woj. lwowskim. Po wojnie wieś weszła w struktury administracyjne Związku Radzieckiego.
Z Pogorzeliska pochodzi Łesia Kałytowśka, ukraińska kolarka torowa, medalistka olimpijska, wicemistrzyni świata.